# 8-й Вирджинский пехотный полк
8-й Вирджинский пехотный полк(англ. The 8th Virginia Infantry Regiment) — пехотный полк армии Конфедерации, набранный в штате Вирджиния. Полк прошёл почти все сражения Северовирджинской армии от первого сражения при Булл-Ран до капитуляции при Аппоматтоксе.

## Формирование
В мае 1861 года губернатор Вирджинии, Джон Летчер предоставил Эппе Хантону звание полковника и приказал ему набрать пехотные роты пехоты в округе Лоудоун. Полк был сформирован Эппой Хантоном в Лисберге, 8 мая 1861 года. Полк состоял из шести рот из округа Лудоун, двух рот из округа Фокиер, одной роты из округа Фэирфакс и одной роты из округа Принс-Уильям. Полковые офицеры: подполковник Чарльз Б. Тэббс, майор Норбоун Беркли, Джон М. Орр — квартирмейстер, д-р Ричард Эдвардс — хирург, Чарльз Ф. Линтикум — капеллан.

## Ротный состав
- Рота А. (Hillsboro Border Guards) — округ Лоудон, принята на государственную службу 19 апреля 1961; Капитан Н. Р. Хитон
- Рота B. (Piedmont Rifles) — округ Фокьер, сформирована 17 мая 1861, в Ректортаун; капитан H.C. Ричард Картер
- Рота С. (Evergreen Guards) — округ Принс-Уильям, сформирована 8 мая 1861; командовал капитан Эдмунд Беркли (1861—1863), капитан Роберт Х. Тайлер (1863—1855)
- Рота D. (Champe Rifles) — округ Лоудон, зачислена 13 мая 1861, в Сенное; капитан Уильям Н. Э. Беркли
- Рота Е. (Hampton’s Company) — округ Лоудон, зачислена 29 мая 1861, в Филомонте; Капитан Мэндли Ф. Хэмптон -
- Рота F. (Синие Парни Гор) — округ Лоудон, размещена 19 июня 1861, в Блумфилде, капитан Алекс Грейсон
- Рота G. (Thrift’s Company) — округ Феирфакс, зачислена 22 июня 1861, в Дрэйнсвилле; собрана в поход 16 июля 1861; капитан Джеймс Н. Трифт
- Рота Н. (Potomac Greys) — округ Лоудон, сформирована 13 июля 1861, в Лисбурге; капитан И.И Моррис Вамплер
- Рота I. (Simpson’s Company) — округ Лоудон, зачислена 13 июля 1861; капитан Джеймс Симпсон
- Рота J. (Scott’s Company) — округ Фокьер, сформирована 30 июля 1861; 109 человек, капитан Роберт Скотт Т.

## Боевой путь
До первого сражения при Булл-Ран, 8-му Вирджинскому полку было поручено охранять реку Потомак в округе Лоудон. Полк участвовал в первом сражении при Булл-Ран в составе бригады Филипа Кока, а затем вернулся в Лисберг, где участвовал в Сражении при Бэллс-Блафф в октябре 1861 года. В марте 1862 года 8-й Вирджинский был вынужден покинуть Лоудон и принять участие в Кампании на полуострове как часть бригады Джорджа Пикетта. После сражения при Гейнс-Милл в июне, полковник Хантон стал называть свой полк «Кровавый Восьмой» из-за больших потерь полка (термин, который он будет использовать с тех пор). Во время кампании будет ранен бригадный командир Джордж Пикетт, и бригаду передадут сначала Хантону, а потом Ричарду Гарнетту.
В сентябре 1862 года, после второго сражения при Булл-Ран, 8-й Вирджинский ненадолго вернулся в Лисберг. В следующем году полк принял участие в атаке Пикетта во время битвы при Геттисберге. Бригада Гарнетта наступала на левом фланге дивизии Пикетта, а 8-й вирджинский стоял в линии крайним справа.
Полк оставался с Северовирджинской армией до конца войны, приняв участие в Оверлендской кампании, обороне Петерсберга и отступлении к Аппоматтоксу.
6 апреля 1865 года, большая часть полка была захвачена в плен в сражении при Сайлерс-Крик. Те, кто избежал гибели в этой битве были досрочно освобождены через 3 дня после капитуляции при Аппоматтоксе.